# Wikipédia en cachoube
Wikipédia en cachoube (en cachoube : Kaszëbskô Wikipedijô) est l’édition de Wikipédia en cachoube (ou kachoube), langue léchitique (de la famille des langues slaves occidentales) parlée en Cachoubie en Pologne. L'édition est lancée le 31 mars 2004,. Son code est : csb.
Au 20 mars 2025, l'édition en cachoube contient 5 476 articles et compte 18 048 contributeurs, dont 22 contributeurs actifs et 3 administrateurs.

## Présentation

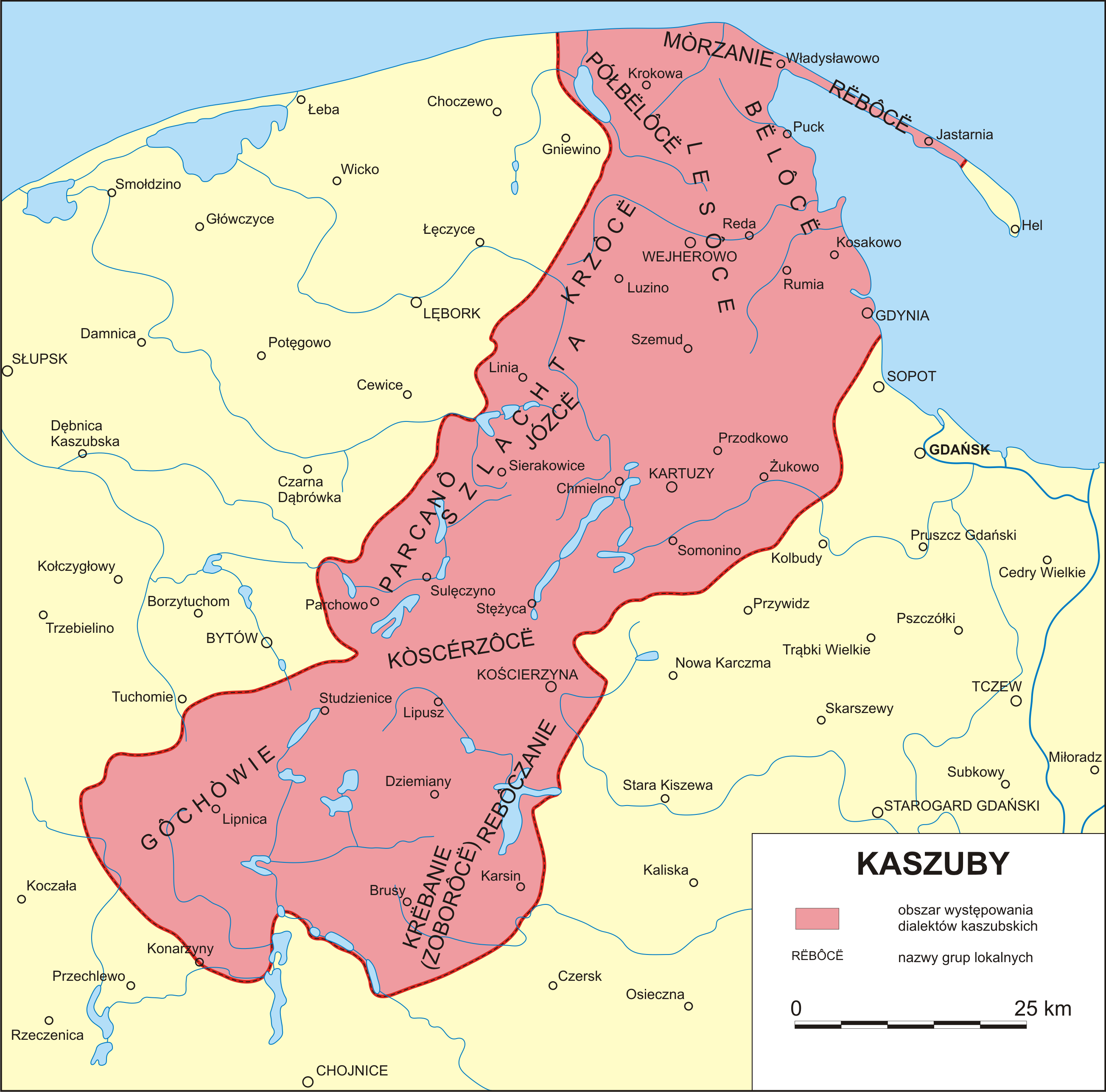
La région de Cachoubie en Pologne.
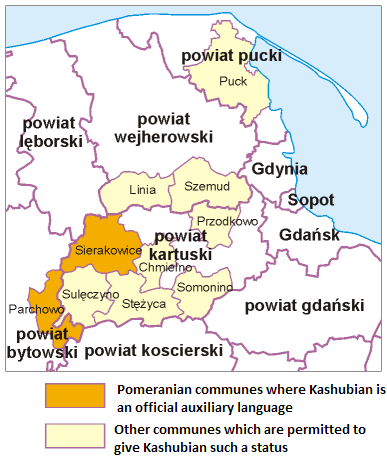
Aire de diffusion du cachoube.

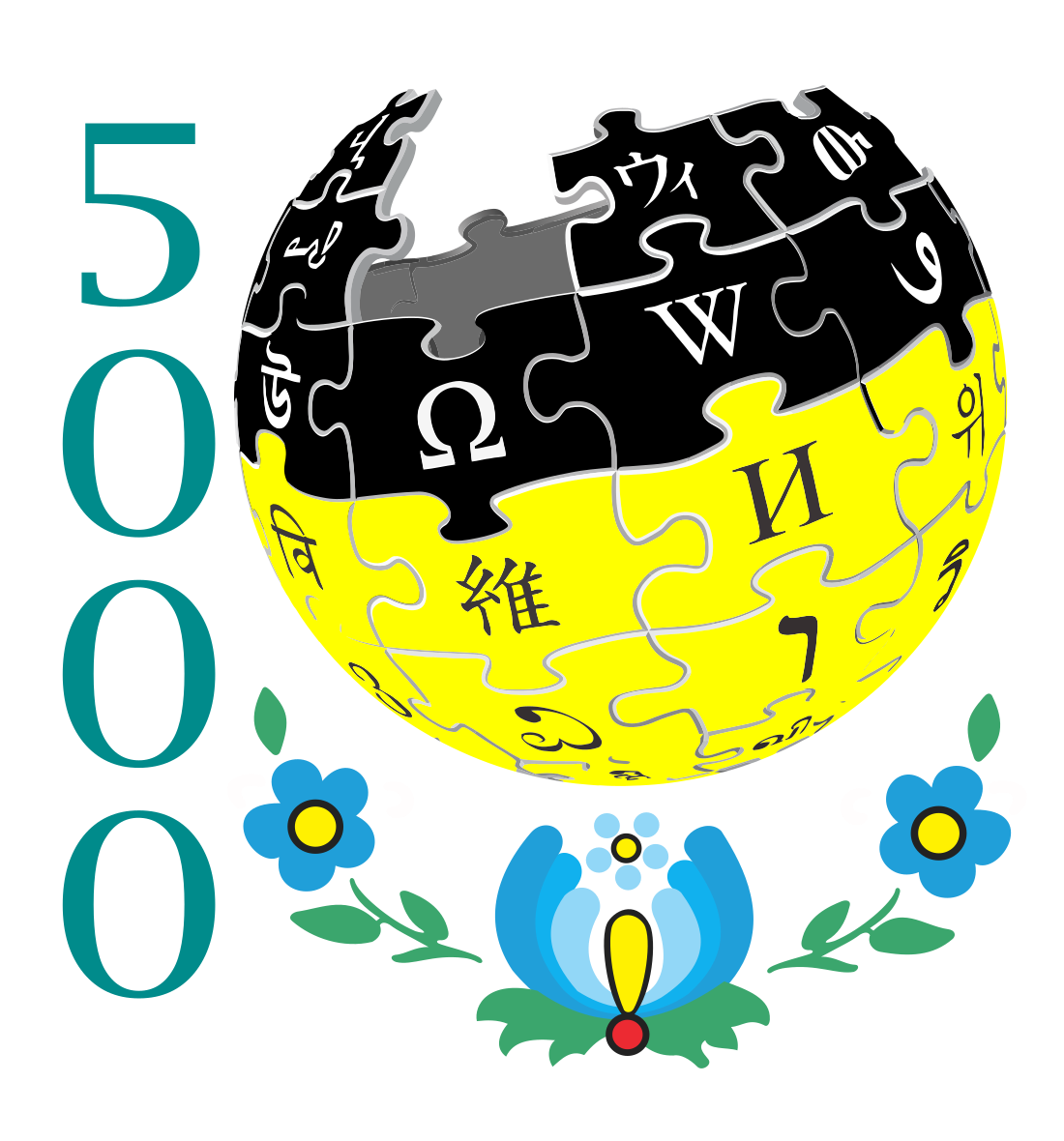
Logo au passage des 5000 articles.

## Statistiques
- Le 14 mai 2005, l'édition en cachoube atteint 500 articles.
- Le 16 février 2007, le 1 000e article est écrit.
- En février 2009, elle compte quelque 1 700 articles et 1 200 utilisateurs enregistrés.
- Le 4 juin 2009, le 2 000e article est écrit.
- Le 24 mars 2012, le nombre d'utilisateurs enregistrés atteint 5 000.
- Le 25 septembre 2022, elle contient 5 436 articles et compte 15 525 contributeurs, dont 19 contributeurs actifs et 3 administrateurs.
- Le 3 septembre 2024, elle contient 5 463 articles et compte 17 519 contributeurs, dont 18 contributeurs actifs et 3 administrateurs.